# داویده ویللا
داویده ویللا (ایتالیایی: Davide Villella؛ زادهٔ ۲۷ ژوئن ۱۹۹۱) دوچرخه‌سوار اهل ایتالیا است.
از باشگاه‌هایی که در آن رکاب زده‌است می‌توان به کنندیل–دراپاک، لیکویگاس، و لیکویگاس، و تیم آستانه اشاره کرد.